# Wenceslao Frías
Wenceslao Frías (Patquía, 22 de noviembre de 1863-La Rioja, 12 de julio de 1947) fue un político y abogado argentino, que se desempeñó como gobernador de La Rioja en tres oportunidades y diputado nacional por La Rioja.

## Biografía
Nació en Patquía el 22 de noviembre de 1863, aunque algunas fuentes señalan que fue en 1860. Perteneció a una destacada familia local, y ejerció como abogado en paralelo a su carrera como político y docente.
Fue Ministro de Gobierno de diversos gobiernos provinciales antes de la sanción de la Ley Sáenz Peña. Su primer mandato como gobernador fue en calidad de presidente de la legislatura, en reemplazo de Arcadio de la Colina, quien fuera destituido.
En la segunda ocasión fue elegido por el Partido Autonomista Nacional, derrotando a Pelagio Luna de la Unión Cívica Radical, y se desempeñó entre el 24 de junio de 1904 y 24 de junio de 1907. Su ministro general fue Guillermo Dávila San Román.
Tras su paso por la gobernación, fue diputado nacional entre 1908 y 1910, y nuevamente entre 1910 y 1914. A su regreso a La Rioja, fue rector del Colegio Nacional entre 1914 y 1932 y director del Consejo de Educación provincial.
Fue luego vicegobernador de Eduardo Fernández Valdés, asumiendo como gobernador cuando este renuncia en octubre de 1938 por desacuerdos con el fraude electoral llevado a cabo a nivel nacional. En esta última ocasión, se desempeñó por unos meses hasta febrero de 1939.
Ya retirado de la vida política pasaba sus horas en las mesas del Club Social de La Rioja divirtiendo a los parroquianos contando historias de su vida política. Solia vestir traje blanco de lino y sombrero panamá.